# Ludovic Beier
Ludovic Beier (* 19. Februar 1978 in Auvers-sur-Oise, Île de France) ist ein französischer Jazzmusiker (Akkordeon, auch Piano, Komposition).

## Leben und Wirken
Beier, dessen Vater Akkordeon spielt, erhielt seit dem Alter von acht Jahren professionellen Unterricht auf diesem Instrument. Im selben Jahr stand er auch zum ersten Mal auf der Bühne. Er gewann alle Musik-Wettbewerbe, an denen er teilnahm, Mitte der 1990er Jahre die Goldmedaille Coupe de France in den Kategorien Standard Bass und Entertainment-Variety und einen Weltmeistertitel. 1997 nahm er sein Debütalbum auf.
Bereits früh interessierte Beier sich für den Swing manouche. Besonders prägend für die Ausbildung seines Stils war seine Zusammenarbeit mit Angelo Debarre, die 2001 begann und zu fünf gemeinsamen Alben führte. Seit 2001 war er mehrfach auf Tournee durch die Vereinigten Staaten, zunächst mit Debarre, später mit Dorado Schmitt und mit den Django Festival Allstars; dabei kam es zu Auftritten mit James Carter, Paquito D’Rivera, Grady Tate, Frank Wess sowie Buddy DeFranco, später mit Florin Niculescu und Joe Lovano. Weiterhin kam es zu Tourneen und Alben mit Sansévérino, Thomas Dutronc und Marcel Azzola. In Deutschland trat er auch mit dem Trio von Gismo Graf auf. Tom Lord verzeichnet 17 Aufnahmen Beiers (zwischen 2002 und 2017) im Bereich des Jazz, auch mit den Django Festival Allstars, Marc Berthoumieux, Les Fils du Vent, Kruno Špišić, Marius Apostol, Damir Kukuruzović und Sandrine Mallick. Er komponierte auch die Filmmusik für den Spielfilm Timgad (2016) von Fabrice Benchaouche.
Beier promovierte 2003 an der Sorbonne über den Swing manouche. 2005 erhielt er den Prix Gus Viseur, 2007 den Prix de Printemps la SACEM.

## Diskographische Hinweise
- Ludovic Beier & Angelo Debarre: Swing Rencontre (Marianne Mélodie 2002)[5]
- Angelo Debarre & Ludovic Beier: Come into My Swing! (Le Chant du Monde 2003)
- Angelo Debarre: Entre ciel et terre (Le Chant du Monde 2007)
- Swingin' in Solo (Cinq Planètes 2009)
- Ludovic Beier & Samson Schmitt: Twin Brothers (City Record 2012)
- Black Friday (City Record 2014, mit Diego Imbert, Christophe Cravero, Stéphane Huchard)[1]
- Song for My Father (City Record 2015, mit Philippe „Doudou“ Cuillerier, Antonio Licusati sowie Ioan Streba, Pierre Blanchard, Samson Schmitt, Jean-Paul Jamot)
- Gismo Graf Trio feat. Ludovic Beier: The Django Reinhardt Memorial Concert (2018)
- Made in Black (Artmada Productions / Socadisc 2021)[6]